# 出雲市立第二中学校
出雲市立第二中学校（いずもしりつ だいにちゅうがっこう）は、島根県出雲市塩冶町にある公立中学校。

## 沿革
- 1947年（昭和22年）4月 - 設立。
- 1959年（昭和34年）4月 - 出雲市立第七中学校を統合。
- 1960年（昭和35年）4月 - 出雲市立外園中学校を統合。
- 1988年（昭和63年）4月1日 - 高松・長浜地区を出雲市立浜山中学校として分離。
- 1989年（平成元年）4月1日 - 朝山・馬木地区を出雲市立南中学校として分離。

## 校区
- 校区は、塩冶地区（塩冶小学校の学区）と古志地区（神戸川小学校の通学区域の一部）となっている。

## 部活動

### 文化系
- 合唱部
- 吹奏楽部
- 美術部
- パソコン部

### 体育系
- 剣道部
- サッカー部
- 水泳部
- 女子ソフトテニス部
- 男子卓球部
- 男子バスケ部
- 女子バスケ部
- 女子バレー部
- 野球部
- 陸上部
- 女子体操部
- 社会体育部